# 러시아에서는 누가 행복한가

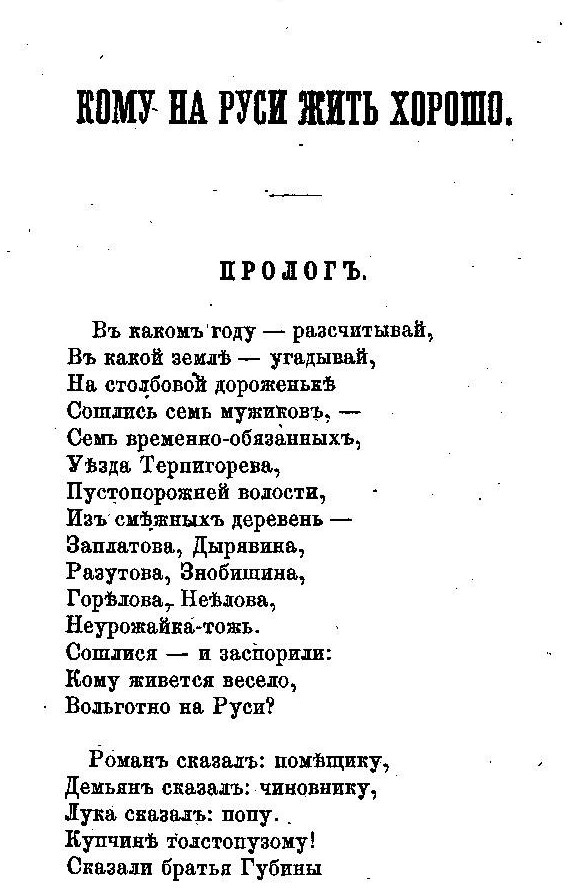

《러시아에서는 누가 행복한가》(러시아어: Кому на Руси жить хорошо?)는 니콜라이 네크라소프 장편 서사시이다. 7명의 농사꾼이 우연히 길에서 만나 ‘러시아에서 제일 행복하게 좋은 생활을 하고 있는 사람은 누구인가’라는 의논을 벌이나, 서로가 자신을 내세워 양보하지 않는다. 결국 모두 함께 그 답을 구하기 위해 편력의 길을 떠난다.
작자는 민간구전(民間口傳)이나 민요의 형식을 빌어 주인공에 아무런 특색도 없는 농민을 선택함으로써 어머니인 러시아와 같이 ‘짓밟히면서도 억센’ 민중의 생명을 노래했다. 여기에 담긴 라이트모티프는 병고나 시베리아 유형도 마다 않고 농민 속에 뛰어들어 그들의 자각을 촉구, 농민혁명을 일으키려던 1870년대 인민주의 운동의 서곡이었다.